# Euphoresia bequaerti
Euphoresia bequaerti är en skalbaggsart som beskrevs av Moser 1914. Euphoresia bequaerti ingår i släktet Euphoresia och familjen Melolonthidae. Inga underarter finns listade i Catalogue of Life.